# Ocasatkovití
Ocasatkovití (Ascaphidae) je čeleď žab, která se vyskytuje pouze v Severní Americe. Žáby dorůstají obvykle délky 2,5 až 5 cm. Od ostatních žab se liší viditelným „ocasem“, který je ve skutečnosti samčím kopulačním orgánem. Samice kladou vajíčka od května do září.
Kvůli anatomické podobnosti s rodem Leiopelma čeledě leiopelmovití (Leiopelmatidae) řadí někteří vědci rod Ascaphus do čeledě leiopelmovitých jako další rod.

## Taxonomie
čeleď Ascaphidae
- rod Ascaphus
  - druh Ascaphus montanus Mittleman and Myers, 1949
  - druh Ascaphus truei Stejneger, 1899 – ocasatka americká